# Уилям Мартин
Уилям Чарлз Линеус Мартин (на английски: William Charles Linnaeus Martin) е британски зоолог. Между 1830 и 1839 година е уредник на музея на Лондонското зоологическо дружество. През следващите години публикува множество книги и статии, сред които „A Natural History of Quadrupeds and other Mammiferous Animals“ (1841), „The History of the Dog“ (1845), „The History of the Horse“ (1845), „Pictorial Museum of Animated Nature“ (1848-1849).